# Вымово
Вымово — деревня в Колчановском сельском поселении Волховского района Ленинградской области.

## История
На карте Санкт-Петербургской губернии Ф. Ф. Шуберта 1834 года упоминается деревня Вымово, состоящая из 25 крестьянских дворов.

ВЫМОВО — деревня принадлежит коллежскому советнику Корсакову, число жителей по ревизии: 92 м. п., 95 ж. п.. (1838 год)

Деревня Вымово из 25 дворов отмечена и на карте Ф. Ф. Шуберта 1844 года.

ВЫМОВО — деревня статского советника Корсакова, по просёлочной дороге, число дворов — 34, число душ — 105 м. п. (1856 год)

ВЫМОВО — деревня владельческая при колодце, число дворов — 33, число жителей: 114 м. п., 106 ж. п. (1862 год)

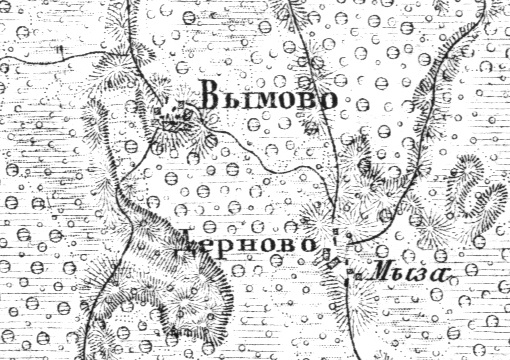
Деревня Вымово на карте Ф. Ф. Шуберта 1872 года

В конце XIX — начале XX века деревня административно относилась к Усадище-Масельгской волости 3-го стана Новоладожского уезда Санкт-Петербургской губернии.
С 1917 по 1923 год деревня Вымово входила в состав Вымовского сельсовета Усадище-Масельгской волости Новоладожского уезда.
С 1923 года в составе Колчановской волости Волховского уезда.
С 1927 года в составе Волховского района.
В 1928 году население деревни Вымово составляло 322 человека.
По данным 1933 года деревня Вымово входила в состав Вымовского сельсовета Волховского района, в который входили 7 населённых пунктов: деревни Вымово, Горка, Дерново, Каменка, Кивуя, Кумин-Бор, Регачево, общей численностью 1220 человек. Административным центром сельсовета была деревня Кивуя.
С 1946 года в составе Новоладожского района.
С 1954 года в составе Усадищенского сельсовета.
В 1961 году население деревни Вымово составляло 90 человек.
С 1963 года в составе Масельгского сельсовета Волховского района.
По данным 1966 года деревня Вымово входила в состав Усадищенского сельсовета.
По данным 1973 и 1990 годов деревня Вымово входила в состав Колчановского сельсовета.
В 1997 и 2002 годах в деревне Вымово Колчановской волости не было постоянного населения.
По данным 2007 и 2010 годов в деревне Вымово Колчановского СП, также не было постоянного населения.

## География
Деревня расположена в восточной части района на автодороге 41К-389 (подъезд к дер. Вымово), к северу от деревни Каменка.
Расстояние до административного центра поселения — 25 км.
Расстояние до ближайшей железнодорожной станции Колчаново — 21 км.
Деревня находится в междуречье двух левых притоков реки Масельги — Кивуйки и Холмачи, на левом берегу безымянного левого притока Кивуйки.

## Демография
| 1838 | 1862 | 1997 | 2002 | 2007 | 2010 | 2013 |
| ---- | ---- | ---- | ---- | ---- | ---- | ---- |
| 187  | ↗220 | ↘0   | →0   | →0   | →0   | →0   |
| 2017 |      |      |      |      |      |      |
| ↗1   |      |      |      |      |      |      |

### Национальный состав
По данным Всероссийской переписи населения 2021 года в деревне проживал 1 человек, русский.